# Marianna Ossolińska
Marianna Ossolińska z Balic herbu Topór (ok. 1731-1802) – dziedziczka Leska.

## Życiorys
Była córką Józefa Kantego Ossolińskiego herbu Topór (ur. 1707, zm. 1780 w Rymanowie) – starosty sandomierskiego, posła, wojewody wołyńskiego (od 1757), hrabiego na Tęczynie.
Matką jej była Teresa Stadnicka h. Szreniawa (1717 – 6 maja 1776) – po mężu Ossolińska, z hrabiów Stadnickich na Żmigrodzie, wnuczka Jana Franciszka Stadnickiego, wojewodzina wołyńska w Rymanowie, właścicielka Leska i Bukowska.
24 września 1769 w Budzimierzu na Słowacji poślubiła Józefa Jana Wandalin-Mniszcha herbu Kończyc (1742-1797), syna Jana Karola Mniszcha.
Marianna Ossolińska miała:
- córkę Julię Teresę Wandalin-Mniszech (26 stycznia 1777 w Laszkach Murowanych – 8 lipca 1845 w Sankt Veit), która wyszła za mąż za Ksawerego Franciszka Krasickiego ze Siecina h. Rogala.
- syna Stanisława Wandalin-Mniszcha (1780 – 27 stycznia 1860).

Była damą Orderu Krzyża Gwiaździstego.